# Günz
|  | Per a altres significats, vegeu «Glaciació de Günz». |

El riu Günz es troba a Baviera a Alemanya, és un afluent per la dreta del Danubi. Neix prop de Lauben per la confluència de dos rius: el Östliche Günz (Günz de l'est) i el Westliche Günz (Günz de l'oest). Fa uns. 90 km de llargada (incloent el Günz de l'est). Generalment flueix cap al nord a la vora de les poblaions de Babenhausen, Deisenhausen, Ichenhausen i Kötz. Conflueix amb el Danubi a Günzburg.
Aquest riu (com també els de Würm i Mindel) ha donat el nom d'una glaciació.